# Молодецкий (эсминец)
«Молодецкий» — эскадренный миноносец (контрминоносец) типа «Лейтенант Бураков».

## История строительства
Корабль заложен в начале 1905 года на стапеле судоверфи «Форже э Шантье Медитеране» в Гавре по заказу Морского ведомства России. 2 (15) апреля 1905 года зачислен в списки судов Балтийского флота, спущен на воду 15 (28) сентября 1905 года, вступил в строй в январе 1906 года. 27 сентября (10 октября) 1907 года официально причислен к подклассу эскадренных миноносцев.

## История службы
В 1913—1914 годах «Молодецкий» прошёл капитальный ремонт. Принимал участие в Первой мировой войне, нёс дозорную и конвойную службу, участвовал в постановке минных заграждений, противолодочной обороне. С 25 октября (7 ноября) 1917 года в состав Красного Балтийского флота, с 21 апреля 1921 года в составе Морских сил Балтийского моря. В мае 1918 года выведен из боевого состава и сдан на хранение Кронштадтскому военному порту, а в 1923 году передан Комгосфондов для разоружения, демонтажа и разделки на металл. 21 ноября 1925 года исключён из списков кораблей РККФ.